# Johann Georg von Künigl
Sebastian Johann Georg von Künigl zu Ehrenburg (20 gennaio 1663 – Bressanone, 29 novembre 1739) è stato un politico, militare e nobile austriaco.
Fu Landeshauptmann del Tirolo dal 1695 al 1739 e governatore della regione dal 1732 al 1739.

## Biografia
Sebastian Johann Georg von Künigl era figlio del governatore del Tirolo, il barone Johann Georg von Künigl (1628-1697) e di sua moglie Maria Anna Vizthum von Eckstädt. La sua famiglia apparteneva all'aristocrazia.
Durante la guerra di successione spagnola, l'elettore Massimiliano II Emanuele di Baviera invase il Tirolo nel giugno del 1703 con l'appoggio del re Luigi XIV di Francia ed il conte von Künigl venne chiamato a resistere coi suoi uomini: Johann Georg diresse le operazioni sul campo, che risultarono essere vittoriose. Come riconoscimento, in suo onore e per l'avvenuta salvezza della regione, a Innsbruck venne eretta la "colonna di sant'Anna" presente lungo la Maria-Theresien-Strasse. Nel 1713 venne elevato al rango di conte.
Kaspar Ignaz von Künigl (1671–1747), fratello minore del governatore, regnò come principe vescovo di Bressanone.

## Matrimonio e figli
Sebastian Johann Georg von Künigl sposò la contessa Gabrielle de Mauléon-de Tassigny dalla quale ebbe i seguenti figli:
- Leopold Joseph (12 giugno 1688-?), sposò Maria Josepha Czernin von und zu Chudenitz, poi Aloisia Lazansky
- Maria Theresia (23 maggio 1690-?), sposò Johann Georg Rafael, conte di Clary e Aldringen
- Maria Anna (7 settembre 1691-?), sposò Karl Spinola
- Joseph Franz Ignaz (5 giugno 1693-?)
- Franz Heinrich Joseph Dominik Alexius (15 luglio 1695-?)
- Johann Philipp Nerius Joseph (15 novembre 1696-?), sposò Maria Barbara Judith von Starhemberg
- Sebastian Joseph Andreas (30 dicembre 1697-?)
- Anton Joseph (20 giugno 1699-?)
- Anton (1702-?)
- Alexander Joseph Sigmund Carl (gennaio 1704-?), sposò Maria Antonia von Trautson zu Falkenstein
- Carlotta contessa (30 giugno 1706-?), sposò Joseph Sebastian Clary

## Ascendenza
|                                                    |                                  |                                                   | Genitori                                           |  |  | Nonni |  |  | Bisnonni                                            |  |  | Trisnonni                                      |  |
|                                                    |                                  |                                                   |                                                    |  |  |       |  |  | Johann Kaspar Kunigl, barone di Ehrenburg und Warth |  |  | Bernhard Kunigl, barone di Ehrenburg und Warth |  |
|                                                    |                                  |                                                   |                                                    |  |  |       |  |  | Johann Kaspar Kunigl, barone di Ehrenburg und Warth |  |  | Bernhard Kunigl, barone di Ehrenburg und Warth |  |
|                                                    |                                  | Elisabeth von Welz                                |                                                    |  |  |       |  |  | Johann Kaspar Kunigl, barone di Ehrenburg und Warth |  |  |                                                |  |
| Veit Ernst Kunigl, barone di Ehrenburg und Warth   |                                  |                                                   |                                                    |  |  |       |  |  | Johann Kaspar Kunigl, barone di Ehrenburg und Warth |  |  |                                                |  |
|                                                    |                                  | Barbara von Wolkenstein                           | Christoph von Wolkenstein                          |  |  |       |  |  |                                                     |  |  |                                                |  |
|                                                    |                                  | Barbara von Wolkenstein                           | Christoph von Wolkenstein                          |  |  |       |  |  |                                                     |  |  |                                                |  |
|                                                    |                                  | Barbara von Wolkenstein                           | Ursula zu Spaur und Flavon                         |  |  |       |  |  |                                                     |  |  |                                                |  |
| Johann Georg Kunigl, barone di Ehrenburg und Warth |                                  | Barbara von Wolkenstein                           |                                                    |  |  |       |  |  |                                                     |  |  |                                                |  |
|                                                    |                                  | Johann Georg von Koenigsegg, barone di Koenigsegg | Johann Jakob von Koenigsegg, barone di Koenigsegg  |  |  |       |  |  |                                                     |  |  |                                                |  |
|                                                    |                                  | Johann Georg von Koenigsegg, barone di Koenigsegg | Johann Jakob von Koenigsegg, barone di Koenigsegg  |  |  |       |  |  |                                                     |  |  |                                                |  |
|                                                    |                                  | Johann Georg von Koenigsegg, barone di Koenigsegg | Elisabeth von Montfort                             |  |  |       |  |  |                                                     |  |  |                                                |  |
| Kunigunde Elisabeth von Koenigsegg                 |                                  | Johann Georg von Koenigsegg, barone di Koenigsegg |                                                    |  |  |       |  |  |                                                     |  |  |                                                |  |
|                                                    |                                  | Kunigunde von Waldburg zu Wolfegg und Zeil        | Jakob V der Dicke von Waldburg zu Wolfegg und Zeil |  |  |       |  |  |                                                     |  |  |                                                |  |
|                                                    |                                  | Kunigunde von Waldburg zu Wolfegg und Zeil        | Jakob V der Dicke von Waldburg zu Wolfegg und Zeil |  |  |       |  |  |                                                     |  |  |                                                |  |
|                                                    |                                  | Kunigunde von Waldburg zu Wolfegg und Zeil        | Johanna von Zimmern                                |  |  |       |  |  |                                                     |  |  |                                                |  |
| Johann Georg von Künigl, I conte di Künigl         |                                  | Kunigunde von Waldburg zu Wolfegg und Zeil        |                                                    |  |  |       |  |  |                                                     |  |  |                                                |  |
|                                                    | Hans Georg Vitzthum von Eckstadt | Georg Vitzthum von Eckstadt                       |                                                    |  |  |       |  |  |                                                     |  |  |                                                |  |
|                                                    | Hans Georg Vitzthum von Eckstadt | Georg Vitzthum von Eckstadt                       |                                                    |  |  |       |  |  |                                                     |  |  |                                                |  |
|                                                    | Hans Georg Vitzthum von Eckstadt | Anna Pflug                                        |                                                    |  |  |       |  |  |                                                     |  |  |                                                |  |
| August Vitzthum von Eckstadt                       | Hans Georg Vitzthum von Eckstadt |                                                   |                                                    |  |  |       |  |  |                                                     |  |  |                                                |  |
|                                                    |                                  | Maria von der Asseburg                            | Johann VIII von der Asseburg, signore di Asseburg  |  |  |       |  |  |                                                     |  |  |                                                |  |
|                                                    |                                  | Maria von der Asseburg                            | Johann VIII von der Asseburg, signore di Asseburg  |  |  |       |  |  |                                                     |  |  |                                                |  |
|                                                    |                                  | Maria von der Asseburg                            | Clara von Cramm                                    |  |  |       |  |  |                                                     |  |  |                                                |  |
| Maria Anna Vitzthum von Eckstadt                   |                                  | Maria von der Asseburg                            |                                                    |  |  |       |  |  |                                                     |  |  |                                                |  |
|                                                    |                                  | Hans Georg Khuen von Belasi, conte di Lichtenberg | Hans Jakob Khuen von Belasi                        |  |  |       |  |  |                                                     |  |  |                                                |  |
|                                                    |                                  | Hans Georg Khuen von Belasi, conte di Lichtenberg | Hans Jakob Khuen von Belasi                        |  |  |       |  |  |                                                     |  |  |                                                |  |
|                                                    |                                  | Hans Georg Khuen von Belasi, conte di Lichtenberg | Margaretha von Niederthor                          |  |  |       |  |  |                                                     |  |  |                                                |  |
| Susanna Khuen von Belasi                           |                                  | Hans Georg Khuen von Belasi, conte di Lichtenberg |                                                    |  |  |       |  |  |                                                     |  |  |                                                |  |
|                                                    |                                  | Veronica Gentilia von Lodron                      | Kaspar von Lodron, conte di Lodron                 |  |  |       |  |  |                                                     |  |  |                                                |  |
|                                                    |                                  | Veronica Gentilia von Lodron                      | Kaspar von Lodron, conte di Lodron                 |  |  |       |  |  |                                                     |  |  |                                                |  |
|                                                    |                                  | Veronica Gentilia von Lodron                      | Anna Marie Berka zu Dubé                           |  |  |       |  |  |                                                     |  |  |                                                |  |
|                                                    |                                  | Veronica Gentilia von Lodron                      |                                                    |  |  |       |  |  |                                                     |  |  |                                                |  |